# 广东会馆站
广东会馆站是天津地铁7号线的在建车站，位于中国天津市南开区城厢中路。

## 历史
本站于2022年8月开始主体施工，2023年3月主体结构封顶。
2022年10月13日18时05分许，本站工地的一名叉车司机在驾驶叉车时，因与他人争吵情绪激动，导致其基础疾病发作引发晕厥，丧失操作能力，导致叉车失控侧翻。伤者之后送医抢救无效，于19时42分死亡。